# 엘살바도르의 정당
다음은 엘살바도르의 정당 목록이다. 현재 엘살바도르의 경우 다당제로 운영하고 있으며, 1981년에 설립된 민족주의 공화 동맹과 1980년에 설립된 파라분도 마르티 민족해방전선이 있다.

## 주요 정당
- 민족주의 공화 동맹 - 민족주의, 공화주의, 신자유주의, 보수주의
- 파라분도 마르티 민족해방전선 - 사회주의, 생디칼리즘
- 국가단합을 위한 대연합 - 보수주의
- 국민연합당 - 보수주의
- 기독교민주당 - 기독교민주주의
- 민주변화당 - 사회민주주의

## 비주류 정당
- 기독교연합
- 국민행동당
- 국민자유당
- 대중연합
- 국민공화당
- 개선운동
- 사회민주당
- 연합민주중앙당
- 연합운동